# Vrhovac Sokolovački
Vrhovac Sokolovački falu Horvátországban Kapronca-Kőrös megyében. Közigazgatásilag Sokolovachoz tartozik.

## Fekvése
Kaproncától 12 km-re nyugatra, községközpontjától 5 km-re északnyugatra a Kemléki-hegység keleti részén fekszik.

## Története
A falunak 1857-ben 45, 1910-ben 94 lakosa volt. Trianonig Belovár-Kőrös vármegye Kaproncai járásához tartozott. 2001-ben a falunak 62 lakosa volt.

## Külső hivatkozások
Sokolovac község hivatalos oldala